# برهنا
برهنا (به آلمانی: Brehna) یک منطقهٔ مسکونی در آلمان است که در زاندرزدوف-برنا واقع شده‌است. برهنا ۲٬۹۵۶ نفر جمعیت دارد.

## نگارخانه

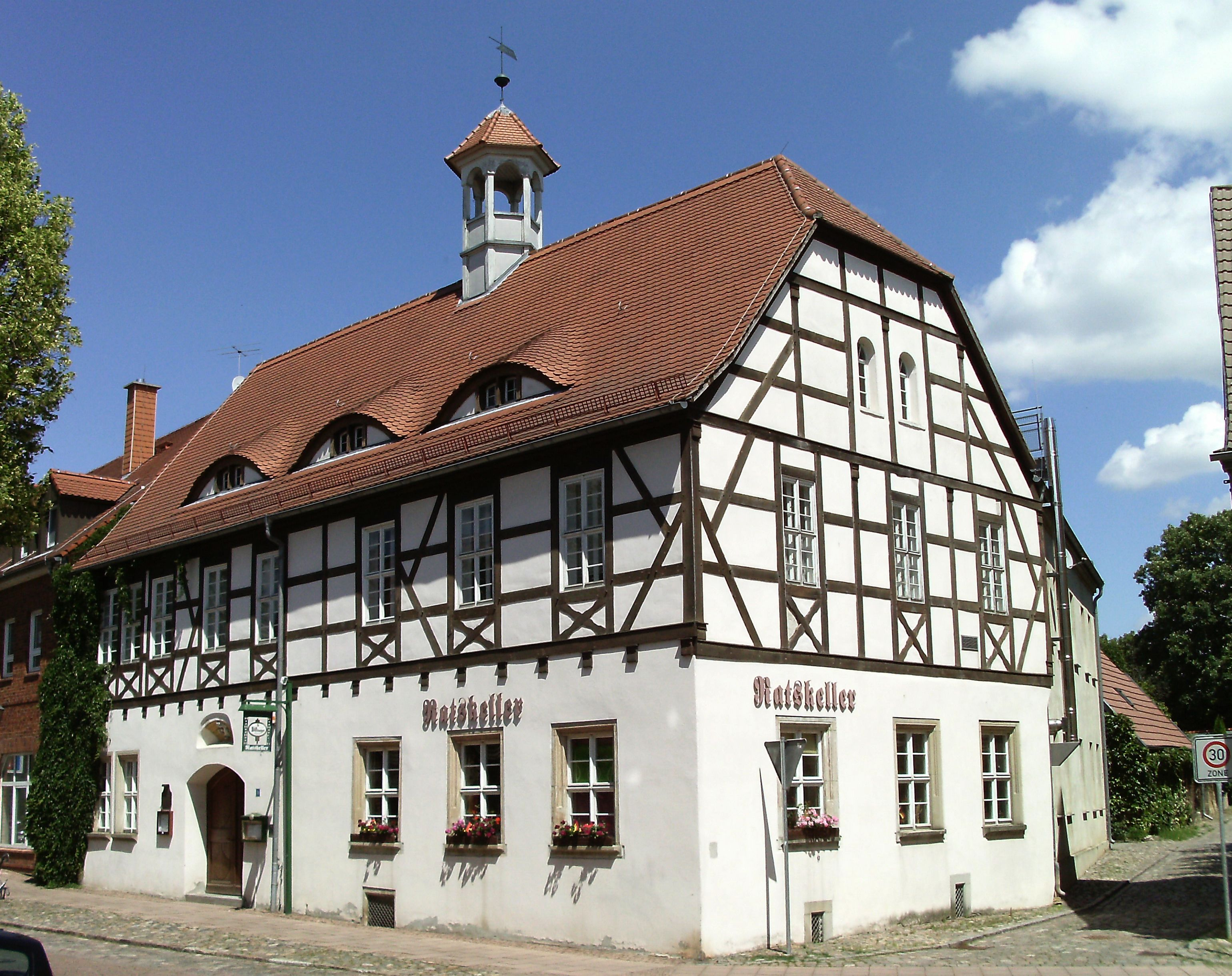
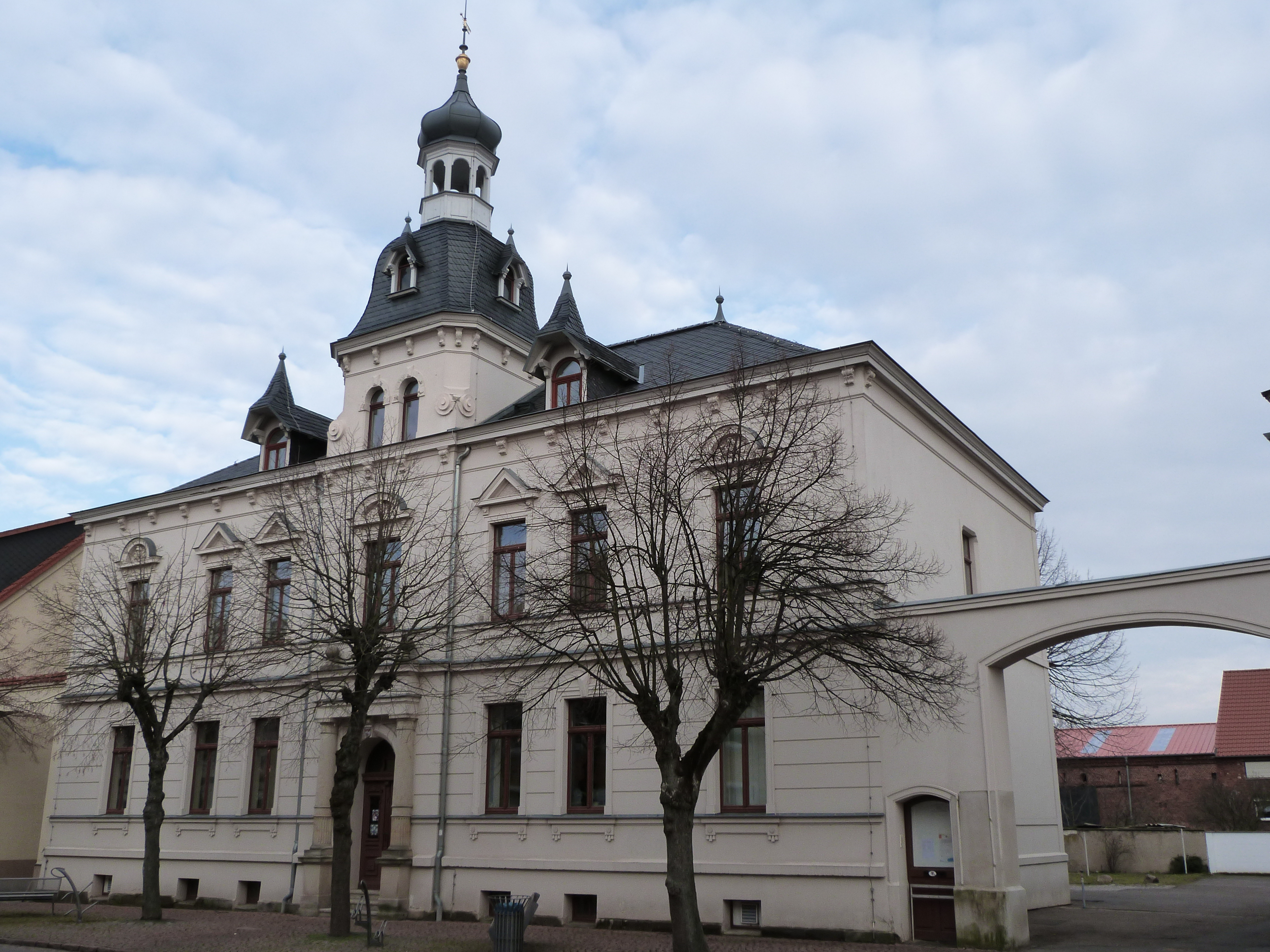
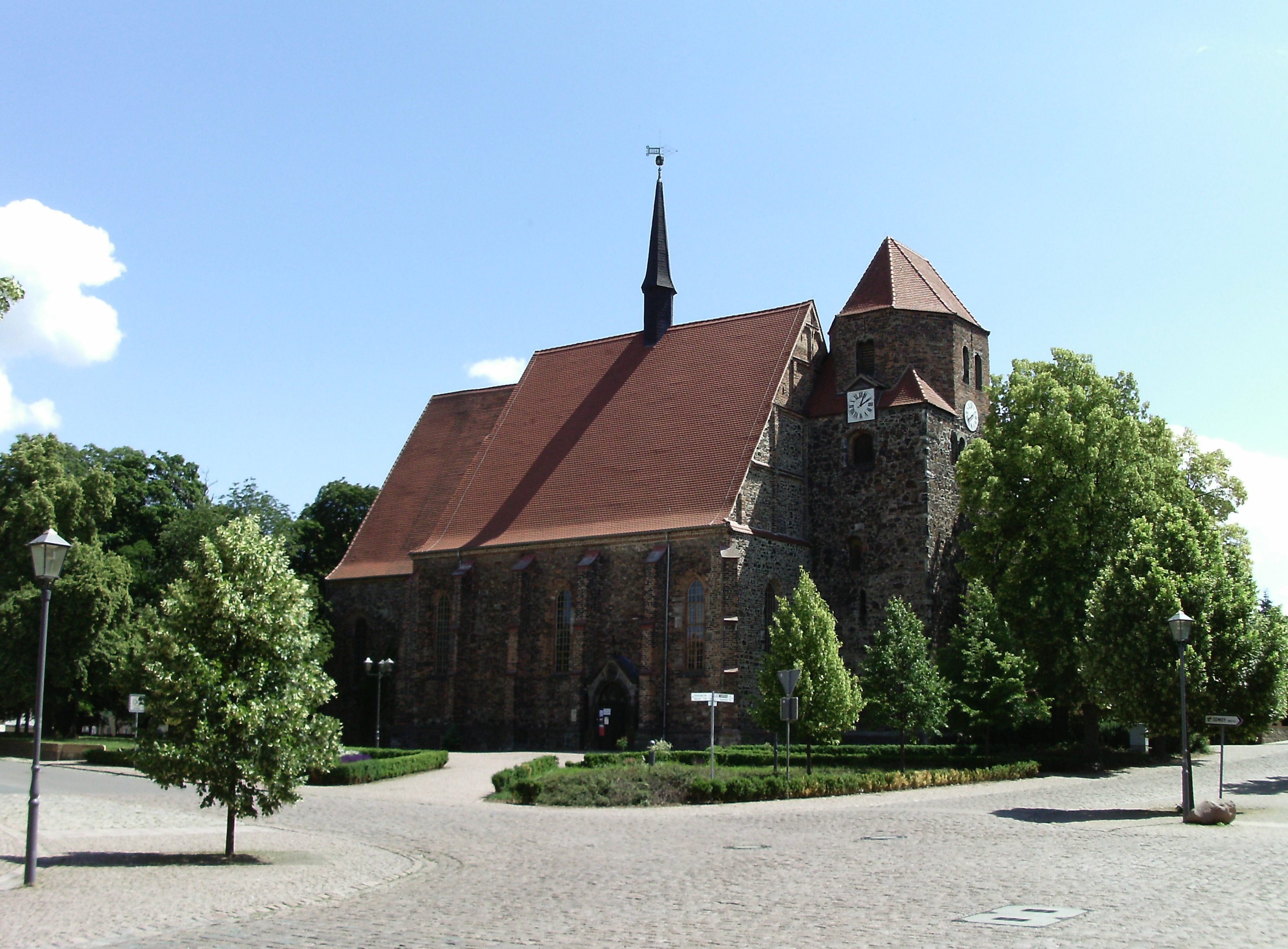